# Teobald III. Šampanjski
Francuski plemić Teobald III. (francuski Thibaut III de Champagne) (13. svibnja 1179. - o. 24. svibnja 1201.; pokopan u crkvi sv. Stjepana u Troyesu) bio je grof Šampanje, sin Henrika I. Šampanjskog i kraljevne Marije te brat Henrika II. Šampanjskog, a oženio je infantu Blanku Navarsku, koja je Teobaldu rodila kćer i sina Teobalda, koji je postao kralj Navare te je znan kao Teobald I. Navarski (ili Teobald IV. Šampanjski).
Teobald III. je možda imao i izvanbračnog sina Vilima, čija je majka nepoznata.
1198. Teobald i kralj Filip II. pisali su povelje o pravima Židova.